# Christopher A. Wray
Christopher Asher Wray, född 17 december 1966 i New York, New York, är en amerikansk jurist.
Wray tillträdde i augusti 2017 som chef för Federal Bureau of Investigation (FBI).
Wray studerade vid Yale University, där han 1989 avlade kandidatexamen och 1992 juristexamen. År 1997 började Wray arbeta som assisterande federal åklagare i Georgia. Därefter har Wray varit vid USA:s justitiedepartement sedan 2001. Han tilldelades Edmund J. Randolph Award 2005, vilket är departementets högsta utmärkelse för federalt arbete och ledarskap.